# 姜毅英
姜毅英（1908年5月—2006年1月），原名姜鹤根，中華民國國民革命軍陸軍少將，因破獲大日本帝國海軍準備偷襲珍珠港密電而晋升少將，為中華民國首位女性少將。台灣模特兒倪雅倫是其孫女。

## 生平
姜毅英籍貫浙江省江山縣，於1932年中學畢業後準備考取清華大學時與戴笠見面，戴勸其相忍為國加入軍統局並送一本秋瑾傳與一把白朗寧大威力手槍，其後來收下書並退還手槍，答應加入軍統局，後考入浙江警官學校，畢業後入軍統局從事無線電收發報和電文破解工作，
- 姜毅英初任軍統廈門電台報務員，中國抗日戰爭期間偵破大日本帝國準備南進情報被嘉獎，升軍統第四處電台台長。
- 1940年任中校譯電科長，1941年破譯日軍偷襲珍珠港密電破格晉升少將機要組組長。[2]
- 1949年大陸淪陷前夕，由上海撤往台灣，成立「匪情研究室」，收編中共在臺情報系統。
- 1956年底軍統局第二任局長毛人鳳去世後，姜毅英辭職離開情治工作。
- 1957年3月開始擔任雨聲國小第二任校長近23年[3]，直到1980年2月才退休（這所國小是為紀念前軍統局長戴笠而成立，雨為其字第一字，而聲指的就是通訊發報機）。

## 破譯偷襲珍珠港密電
1941年12月初，姜毅英破译了日本军部无线电密码，侦查得知日军将于同年12月7日偷袭珍珠港美国海军的绝密情报，受到戴笠嘉獎，由原來的中校破格提升為少將譯電組組長，姜毅英便成為軍統局及當時軍中唯一的女少將。然而多方资料显示，抗战期间中国对日军的密码战一败涂地，几近单向透明，如一号作战之类的信息从来不曾事先掌握过，却能够破译日本最高级别的机密。时至今日所有美国关于太平洋战争的书籍，都只字未提破译珍珠港密电其事。而史界也早有人提出质疑认为对于中华民国当时的情报能力来说根本不可能。